# 拉斐尔·埃尔南德斯·科隆
拉斐尔·埃尔南德斯·科隆（西班牙語：Rafael Hernández Colón，1936年10月24日—2019年5月2日），波多黎各政治人物。1973年1月至1977年1月，以及1985年1月至1993年1月，两次担任波多黎各总督。科隆首次上任总督一职时年仅36岁，成为波多黎各历史上迄今为止最年轻的总督。